# Дудникове (Комишуваська селищна громада)
Ду́дникове — село в Україні, у Комишуваській селищній громаді Запорізького району Запорізької області. Населення становить 26 осіб. До 2016 орган місцевого самоврядування - Новоіванівська сільська рада.

## Географія
Село Дудникове знаходиться на відстані 2,5 км від села Дружне та за 3 км від села Райське. По селу протікає пересихаючий струмок з загатою.

## Історія
12 червня 2020 року, відповідно до Розпорядження Кабінету Міністрів України від № 713-р «Про визначення адміністративних центрів та затвердження територій територіальних громад Запорізької області», увійшло до складу Комишуваської селищної громади.
19 липня 2020 року, в результаті адміністративно-територіальної реформи та ліквідації Оріхівського району, селище увійшло до складу Запорізького району.